# Dalila Méhira
Dalila Méhira là một vận động viên người Algérie đã nghỉ hưu, người đã nhìn thấy thành công ở cấp độ lục địa.
Tại Giải vô địch Maghreb năm 1981, cô đã giành được huy chương bạc trong 1500 mét và vàng trong 3000 mét; tương tự vào năm 1983. Tại sự kiện năm 1986, cô đã giành được bạc trong cả hai sự kiện và vào năm 1990, cô đã giành được bạc trong 10.000 mét. Sau đó, cô đã giành được một nửa marathon tại Thế vận hội Pan Arab năm 1997.
Cô đã trở thành nhà vô địch Algeria nhiều lần trên các cự ly từ 800 mét đến marathon; kết quả vô địch là không đầy đủ. Tại Giải vô địch xuyên quốc gia IAAF, cô đã thi đấu năm 1982 và 1983. Thành tích cao nhất của cô là vị trí thứ 77 từ năm 1982.